# تیبورسیو کاریاس آندینو
تیبورسیو کاریاس آندینو (انگلیسی: Tiburcio Carías Andino)؛ زادهٔ ۱۵ مارس ۱۸۷۶ – درگذشتهٔ ۲۳ دسامبر ۱۹۶۹) سیاستمدار اهل هندوراس بود. او دو بار از ۲۷ آوریل ۱۹۲۴ تا ۳۰ آوریل ۱۹۲۴ و سپس از ۱ فوریه ۱۹۳۳ تا ۱ ژانویه ۱۹۴۹ رئیس‌جمهور هندوراس بود.
تیبورسیو کاریاس آندینو در ۲۳ دسامبر ۱۹۶۹، در سن ۹۳ سالگی درگذشت.